# Ракетный удар по Чернигову 17 апреля 2024 года
Ракетный удар по Чернигову произошёл утром 17 апреля 2024 года в ходе российского вторжения в Украину. Удар был нанесён по жилому кварталу города, унёс жизни 18 человек и ранил 78 (в том числе 4 детей). Было повреждено 16 зданий, включая жилые дома, больницу, учебное заведение. По информации Воздушных сил Украины, для удара использовались ракеты «Искандер». В городе объявили траур.

## Ход событий
Черниговская область менее других регионов Украины подвергалась крупным обстрелам российских военных. 19 августа 2023 года в результате удара по центру города погибли семь человек, а 148 были ранены. Днём ранее, 16 апреля, российские войска обстреляли 110 населённых пунктов 8 областей Украины.
17 апреля 2024 года в 08:49 в Черниговской области был объявлен сигнал воздушной тревоги. Через десять минут, в 08:59, появились сообщения о взрывах: в утренний час пик был нанесён удар тремя ракетами по густонаселенному району вблизи центра города Чернигова.

## Повреждения

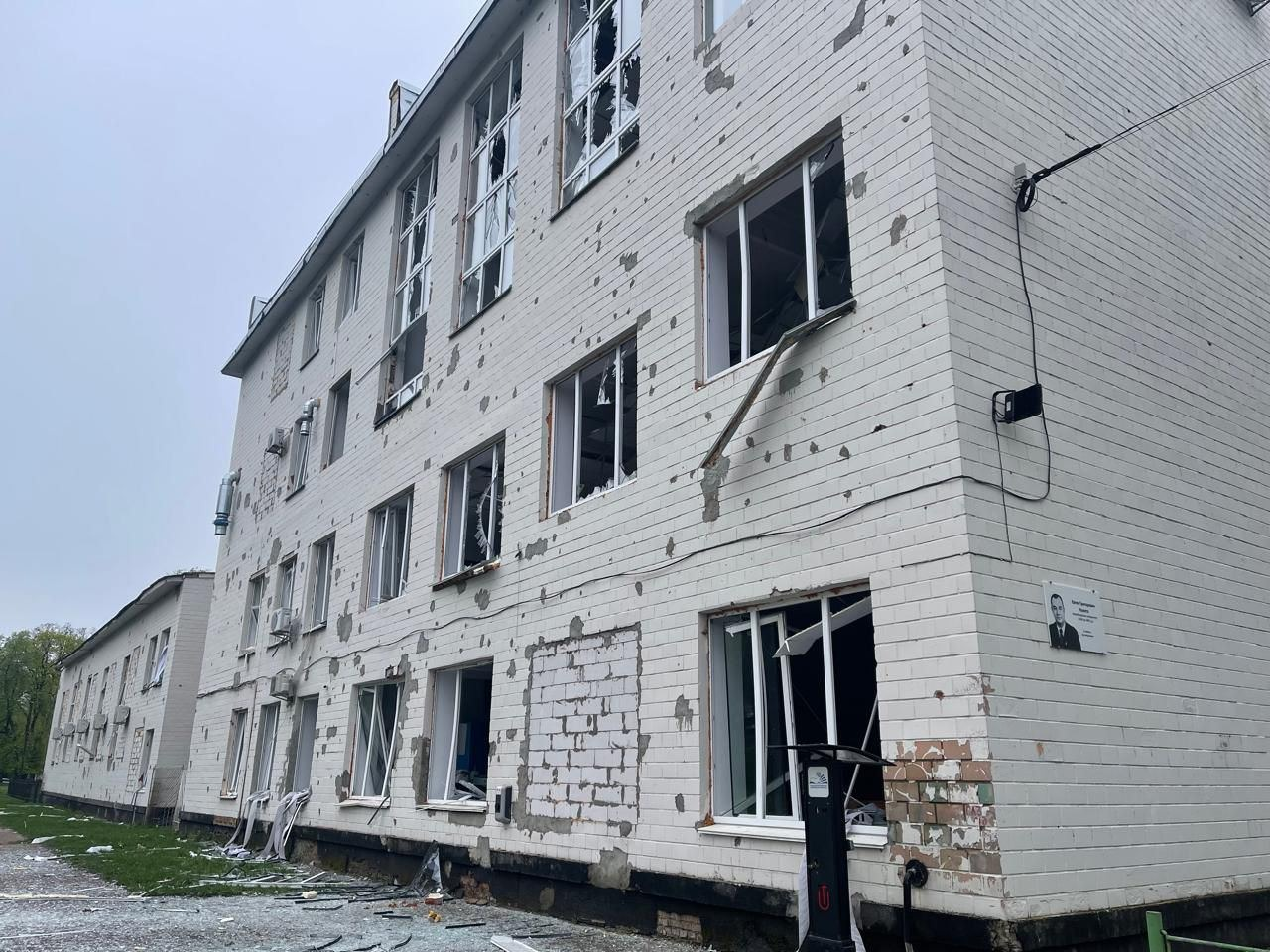
Повреждённый корпус университета «Черниговская политехника»

В результате удара было разрушено восьмиэтажное здание гостиницы и повреждены четыре многоэтажных дома, больница, высшее учебное заведение (центральный корпус Черниговской политехники) и более десяти машин. Всего этими тремя ракетами в городе были повреждены 20 домов.
В городе создали штаб для ликвидации последствий атаки. Из-за количества раненых в городе появились проблемы с донорской кровью, о чём сообщил Черниговский областной центр крови, а уже спустя час после сообщения выразил благодарность, что народ оперативно откликнулся и нехватки крови более нет.

### Жертвы
Было убито 18 человек и ранено 78, включая четверых детей. Некоторые травмированные — в тяжелом состоянии.
Среди погибших — 25-летняя лейтенант полиции Алина Николаевец, которая была дома на больничном, она умерла от осколочного ранения. Ещё минимум трое числятся пропавшими без вести.
По информации бывшего депутата Верховной рады Украины Игоря Мосийчука, в результате российского удара также был разрушен отель, в котором размещались военнослужащие ВСУ.

## Реакция
Президент Украины Владимир Зеленский заявил: «Этого не было бы, если бы Украина получила достаточно средств ПВО и если бы решимость мира в противодействии российскому террору тоже была достаточной».